# The New Future
The New Future – szósty album studyjny holenderskiego zespołu Born from Pain.

## Lista utworów
1. "Change Or Die" – 1:58
2. "Never Walk Alone" – 2:39
3. "Reap The Storm" – 3:21
4. "American Treason" – 1:43
5. "Kampfbereit" – 2:55
6. "Heartbeat" – 3:10
7. "The New Future" – 2:59
8. "The Dominos Fall" – 4:06

Utwór bonusowy w wersji limitowanej
9. "Heartbeat" (remix) – 2:37

## Twórcy
Skład zespołu
- Rob Franssen – śpiew
- Dominik Stammen – gitara elektryczna
- Pete Görlitz – gitara basowa
- Igor Wouters – perkusja

Udział innych
- René Natzel – kierunek artystyczny[10]

## Opis
Po wygaśnięciu kontraktu z Metal Blade Records grupa odrzuciła podpisanie nowej umowy z tą wytwórnią, mając na celu wydanie kolejnego albumu samodzielnie. Album został wydany w 2012 nakładem GSR Music (Gangstyle Records) oraz Reaper Records. W materiale płyty dwa utwory zawierają elementy muzyki elektronicznej, co stanowi ewenement w twórczości zespołu (w piosenkach "Kampfbereit" i "The Dominos Fall" użyto beatów i sampli). W pracy nad tym wydawnictwem pracował nowy perkusista, Igor Wouters, znany z zespołu Backfire. W mediach wydawnictwo zostało także przedstawione jako minialbum EP.
Premiera albumu została wyznaczona na 13 lipca 2012, aczkolwiek już pod koniec kwietnia 2012 ogłoszono oficjalnie, że płyta zostaje przekazana do darmowego pobrania w internecie.
Od początku grudnia 2011 album był promowany przez teledysk do utworu "The New Future". W czasie jego premiery zespół (wspólnie z Mazine i Impericon) wsparł akcję zbiórki pieniędzy na rzecz zakupu artykułów spożywczych, prowadzonych przez Tafel e.V. Leipzig, a podczas trasy koncertowej w grudniu 2011 wsparł razem z Hardcore Help Foundation osoby potrzebujące w zbiórce ubrań i żywności.